# Cavalier County
Cavalier County er et county i North Dakota, USA, med en befolkning på 3.993 ifølge den 2010 folketælling af United States Census Bureau. Administrationscenteret i Cavalier County er placeret i Langdon.

## Historie
Cavalier County er opkaldt efter Charles Cavileer (eller Cavalier) fra Pembina, der var én af de første hvide indbyggere i området.

## Byer
- Alsen
- Calio
- Calvin
- Hannah
- Langdon (county seat)
- Loma
- Milton
- Munich
- Nekoma
- Osnabrock
- Sarles (delvist i Towner County)
- Wales

### Kommunefrie områder
- Clyde
- Dresden
- Hove Mobile Park
- Maida